# ماریانا سرو
ماریانا سرو (انگلیسی: Mariana Cerro؛ زادهٔ ۲۲ مهٔ ۲۰۰۰) بازیکن فوتبال اهل اسپانیا است.